# ZAKSA 2013-2014
Questa voce raccoglie le informazioni riguardanti lo ZAKSA nelle competizioni ufficiali della stagione 2013-2014.

## Organigramma societario
Area direttiva
- Presidente: Sebastian Świderski

Area tecnica
- Allenatore: Sebastian Świderski

## Rosa
| N° | Nome              | Ruolo | Data di nascita   | Nazionalità sportiva |
| -- | ----------------- | ----- | ----------------- | -------------------- |
| 3  | Dominik Witczak   | S/O   | 2 gennaio 1983    | Polonia              |
| 5  | Paweł Zagumny     | P     | 18 ottobre 1977   | Polonia              |
| 6  | Daniel Lewis      | S/L   | 3 aprile 1976     | Canada               |
| 7  | Grzegorz Pilarz   | P     | 12 febbraio 1980  | Polonia              |
| 8  | Jurij Hladyr      | C     | 8 luglio 1984     | Polonia              |
| 9  | Łukasz Wiśniewski | C     | 3 febbraio 1989   | Polonia              |
| 10 | Wojciech Ferens   | S     | 5 aprile 1991     | Polonia              |
| 11 | Dick Kooy         | S     | 3 dicembre 1987   | Paesi Bassi          |
| 12 | Grzegorz Bociek   | S/O   | 6 giugno 1991     | Polonia              |
| 15 | Piotr Gacek       | L     | 16 settembre 1978 | Polonia              |
| 16 | Michał Ruciak     | S     | 22 agosto 1983    | Polonia              |
| 17 | Marcin Możdżonek  | C     | 9 febbraio 1985   | Polonia              |
| 18 | Dustin Schneider  | P     | 27 febbraio 1985  | Canada               |